# Paroksytoneza klauzulowa
Paroksytoneza klauzulowa – reguła wersyfikacji polskiej, obowiązująca niemal bezwyjątkowo w klasycznym wierszu sylabicznym, nakazująca stosowanie żeńskiej (paroksytonicznej) klauzuli we wszystkich wersach. Wynika ona z prawidła akcentuacji języka polskiego (paroksytonezy wyrazowej). W praktyce wprowadził ją w XVI wieku Jan Kochanowski. Zasada ta przetrwała od początku XIX wieku, kiedy poeci zaczęli chętniej sięgać po rymy męskie.